# 2002 CW224
2002 CW224, também escrito como 2002 CW224, é um objeto transnetuniano que está localizado no Cinturão de Kuiper, uma região do Sistema Solar. Este corpo celeste é classificado como um plutino, pois, o mesmo está em uma ressonância orbital de 2:3 com o planeta Netuno. Ele possui uma magnitude absoluta de 6,9 e tem um diâmetro estimado com 183 km.

## Descoberta
2002 CW224 foi descoberto no dia 6 de fevereiro de 2002 pelo astrônomo Marc W. Buie.

## Órbita
A órbita de 2002 CW224 tem uma excentricidade de 0,246 e possui um semieixo maior de 39,458 UA. O seu periélio leva o mesmo a uma distância de 29,770 UA em relação ao Sol e seu afélio a 49,146 UA.